# Transformers: Prime (videogioco)
Transformers: Prime (Transformers: Prime – The Game) è un videogioco di genere brawler sviluppato dalla Nowpro per Wii, Wii U e Nintendo 3DS e dalla Altron per Nintendo DS. Transformers: Prime è stato annunciato dalla Activision come in uscita nel corso la seconda metà del 2012. Il videogioco è basato sulla serie televisiva Transformers: Prime, trasmessa da The Hub, una joint venture fra la Hasbro e la Discovery Communications.
Questo gioco riprende alcuni eventi narrati nella seconda stagione della serie originale, ma con una piccola variante: Autobot e Decepticon scoprono una misteriosa meteora di Energon Oscuro precipitata sulla Terra, all'interno della quale si nasconde una creatura leggendaria.